# Estación de Fornos de Algodres
La Estación Ferroviaria de Fornos de Algodres, igualmente conocida como Estación de Fornos de Algodres, es una plataforma ferroviaria de la línea de Beira Alta, que sirve a la parroquia de Fornos de Algodres, en el distrito de Guarda, en Portugal.

## Características

### Localización y accesos
Se encuentra en la localidad de Fornos de Algodres, teniendo acceso por la calle de la Estación.

### Descripción física
Poseía, en enero de 2011, dos vías de circulación, con 262 y 211 metros de longitud; las dos plataformas tenían ambas 209 metros de extensión, y 50 y 40 centímetros de altura.

## Historia

### Inauguración
El tramo entre las estaciones de Pampilhosa y Vilar Formoso de la línea de Beira Alta, donde se encuentra esta plataforma, fue abierto al servicio, de forma provisional, el 1 de julio de 1882; la línea fue totalmente inaugurada, entre Figueira da Foz y la frontera con España, el 3 de agosto del mismo año, por la Compañía de los Caminhos de Ferro Portugueses de Beira Alta.